# Single numer jeden w roku 2019 (Korea Południowa)
Circle Digital Chart, znany jako Gaon Digital Chart do swojego rebrandingu w lipcu 2022 roku, to wykres przedstawiający najlepiej radzące sobie single w Korei Południowej. Zarządzany przez krajowe Ministerstwo Kultury, Sportu i Turystyki (MCST), dane są gromadzone przez Korea Music Content Industry Association i publikowane przez Circle Chart. Ranking opiera się na łącznej liczbie pobrań każdego singla, liczbie odtworzeń i wykorzystaniu muzyki w tle. W połowie 2008 roku Korean Recording Industry Association zakończyła publikację danych dotyczących sprzedaży muzyki. MCST wprowadziło proces zbierania danych o sprzedaży muzyki w 2009 roku i zaczęło publikować te dane przy wprowadzeniu Gaon Music Chart w lutym następnego roku. WWraz z utworzeniem Gaon Digital Chart po raz pierwszy udostępniono dane cyfrowe dotyczące pojedynczych piosenek w kraju. Circle Chart dostarcza cotygodniowych (od niedzieli do soboty), miesięcznych i rocznych list dla tego zestawienia.

## Notowanie tygodniowe
| † | Wskazuje najlepiej sprzedający się singiel 2019 roku |

| Data publikacji | Tytuł                                                                                                 | Artysta                                   | Źródło |
| --------------- | --- | ----------------------------------------- | ------ |
| 5 stycznia      | "180 Degrees" (180도)                                                                                 | Ben                                       | [ 6 ]  |
| 12 stycznia     | "After You've Gone" (넘쳐흘러)                                                                        | MC the Max                                | [ 7 ]  |
| 19 stycznia     | "After You've Gone" (넘쳐흘러)                                                                        | MC the Max                                | [ 8 ]  |
| 26 stycznia     | "After You've Gone" (넘쳐흘러)                                                                        | MC the Max                                | [ 9 ]  |
| 2 lutego        | "Fire Up" (이 노래가 클럽에서 나온다면)                                                               | Woody                                     | [ 10 ] |
| 9 lutego        | "Fire Up" (이 노래가 클럽에서 나온다면)                                                               | Woody                                     | [ 11 ] |
| 16 lutego       | "Fire Up" (이 노래가 클럽에서 나온다면)                                                               | Woody                                     | [ 12 ] |
| 22 lutego       | "Twit" (멍청이)                                                                                       | Hwasa                                     | [ 13 ] |
| 2 marca         | "Rooftop" (옥탑방)                                                                                    | N.Flying                                  | [ 14 ] |
| 9 marca         | "Rooftop" (옥탑방)                                                                                    | N.Flying                                  | [ 15 ] |
| 16 marca        | "Lovedrunk" (술이 달다)                                                                               | Epik High featuring Crush                 | [ 16 ] |
| 23 marca        | "Maybe It's Not Our Fault" (그건 아마 우리의 잘못은 아닐 거야)                                        | Baek Ye-rin                               | [ 17 ] |
| 30 marca        | "Four Seasons" (사계)                                                                                 | Taeyeon                                   | [ 18 ] |
| 6 kwietnia      | "Four Seasons" (사계)                                                                                 | Taeyeon                                   | [ 19 ] |
| 13 kwietnia     | "Bom" (나만, 봄)                                                                                      | Bolbbalgan4                               | [ 20 ] |
| 20 kwietnia     | "Boy with Luv" (작은 것들을 위한 시)                                                                  | BTS featuring Halsey                      | [ 21 ] |
| 27 kwietnia     | "Boy with Luv" (작은 것들을 위한 시)                                                                  | BTS featuring Halsey                      | [ 22 ] |
| 4 maja          | "Boy with Luv" (작은 것들을 위한 시)                                                                  | BTS featuring Halsey                      | [ 23 ] |
| 11 maja         | "Goodbye"                                                                                             | Park Hyo-shin                             | [ 24 ] |
| 18 maja         | "For Lovers Who Hesitate" (주저하는 연인들을 위해)                                                    | Jannabi                                   | [ 25 ] |
| 25 maja         | "If There Was Practice in Love" (사랑에 연습이 있었다면)                                              | Lim Jae Hyun                              | [ 26 ] |
| 1 czerwca       | "If There Was Practice in Love" (사랑에 연습이 있었다면)                                              | Lim Jae Hyun                              | [ 27 ] |
| 8 czerwca       | "If There Was Practice in Love" (사랑에 연습이 있었다면)                                              | Lim Jae Hyun                              | [ 28 ] |
| 15 czerwca      | "To Be Honest" (솔직하게 말해서 나 김나영)                                                            | Kim Na-young                              | [ 29 ] |
| 22 czerwca      | "To Be Honest" (솔직하게 말해서 나 김나영)                                                            | Kim Na-young                              | [ 30 ] |
| 29 czerwca      | "Drunk on Love" (술이 문제야)                                                                         | Jang Hye-jin i Yoon Min-soo               | [ 31 ] |
| 6 lipca         | "Drunk on Love" (술이 문제야)                                                                         | Jang Hye-jin i Yoon Min-soo               | [ 32 ] |
| 13 lipca        | "Thank You for Goodbye" (헤어져줘서 고마워)                                                           | Ben                                       | [ 33 ] |
| 20 lipca        | "Thank You for Goodbye" (헤어져줘서 고마워)                                                           | Ben                                       | [ 34 ] |
| 27 lipca        | "All About You" (그대라는 시)                                                                         | Taeyeon                                   | [ 35 ] |
| 3 sierpnia      | "All About You" (그대라는 시)                                                                         | Taeyeon                                   | [ 36 ] |
| 10 sierpnia     | "Remember Me" (기억해줘요 내 모든 날과 그때를)                                                        | Gummy                                     | [ 37 ] |
| 17 sierpnia     | "So Long" (안녕)                                                                                      | Paul Kim                                  | [ 38 ] |
| 24 sierpnia     | "Done for Me"                                                                                         | Punch                                     | [ 39 ] |
| 31 sierpnia     | "So Long" (안녕)                                                                                      | Paul Kim                                  | [ 40 ] |
| 7 września      | "So Long" (안녕)                                                                                      | Paul Kim                                  | [ 41 ] |
| 14 września     | "So Long" (안녕)                                                                                      | Paul Kim                                  | [ 42 ] |
| 21 września     | "Workaholic" (워커홀릭)                                                                               | Bolbbalgan4                               | [ 43 ] |
| 28 września     | "Your Shampoo Scent in the Flowers" (흔들리는 꽃들 속에서 네 샴푸향이 느껴진거야)                     | Jang Beom-june                            | [ 44 ] |

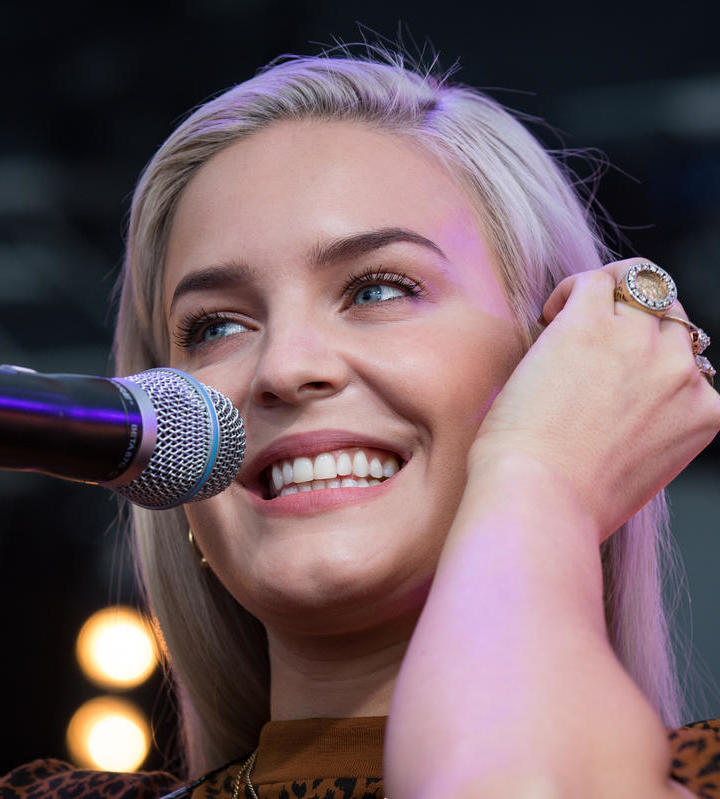
Piosenka „2002” brytyjskiej piosenkarki i autorki tekstów Anne-Marie była najlepiej radzącym sobie utworem w 2019 roku, co uczyniło ją pierwszą zagraniczną piosenką, która zajęła pierwsze miejsce na corocznej liście.

| 5 października  | "How Can I Love the Heartbreak, You're the One I Love" (어떻게 이별까지 사랑하겠어, 널 사랑하는 거지) | AKMU                                      | [ 45 ] |
| 12 października | "How Can I Love the Heartbreak, You're the One I Love" (어떻게 이별까지 사랑하겠어, 널 사랑하는 거지) | AKMU                                      | [ 46 ] |
| 19 października | "How Can I Love the Heartbreak, You're the One I Love" (어떻게 이별까지 사랑하겠어, 널 사랑하는 거지) | AKMU                                      | [ 47 ] |
| 26 października | "How Can I Love the Heartbreak, You're the One I Love" (어떻게 이별까지 사랑하겠어, 널 사랑하는 거지) | AKMU                                      | [ 48 ] |
| 2 listopada     | "Fame"                                                                                                | MC Mong featuring Song Ga-in i Chancellor | [ 49 ] |
| 9 listopada     | "Love Poem"                                                                                           | IU                                        | [ 50 ] |
| 16 listopada    | "Late Night" (늦은 밤 너의 집 앞 골목길에서)                                                          | Noel                                      | [ 51 ] |
| 23 listopada    | "Blueming"                                                                                            | IU                                        | [ 52 ] |
| 30 listopada    | "Blueming"                                                                                            | IU                                        | [ 53 ] |
| 7 grudnia       | "Blueming"                                                                                            | IU                                        | [ 54 ] |
| 14 grudnia      | "Blueming"                                                                                            | IU                                        | [ 55 ] |
| 21 grudnia      | "Square (2017)"                                                                                       | Baek Ye-rin                               | [ 56 ] |
| 28 grudnia      | "Meteor"                                                                                              | Changmo                                   | [ 57 ] |

## Notowanie miesięczne
| Miesiąc     | Tytuł                                                                                                 | Artysta                       | Źródło |
| ----------- | --- | ----------------------------- | ------ |
| Styczeń     | "After You've Gone" (넘쳐흘러)                                                                        | MC the Max                    | [ 58 ] |
| Luty        | "Fire Up" (이 노래가 클럽에서 나온다면)                                                               | Woody                         | [ 59 ] |
| Marzec      | "Rooftop" ("Rooftop" (옥탑방))                                                                        | N.Flying                      | [ 60 ] |
| Kwiecień    | "Bom" ("Bom" (나만, 봄))                                                                              | Bolbbalgan4                   | [ 61 ] |
| Maj         | "For Lovers Who Hesitate" (주저하는 연인들을 위해)                                                    | Jannabi                       | [ 62 ] |
| Czerwiec    | "2002" †                                                                                              | Anne-Marie                    | [ 63 ] |
| Lipciec     | "Drunk on Love" (술이 문제야)                                                                         | Jang Hye-jin and Yoon Min-soo | [ 64 ] |
| Sierpień    | "Remember Me" (기억해줘요 내 모든 날과 그때를)                                                        | Gummy                         | [ 65 ] |
| Wrzesień    | "So Long" (안녕)                                                                                      | Paul Kim                      | [ 66 ] |
| Październik | "How Can I Love the Heartbreak, You're the One I Love" (어떻게 이별까지 사랑하겠어, 널 사랑하는 거지) | AKMU                          | [ 67 ] |
| Listopad    | "Love Poem"                                                                                           | IU                            | [ 68 ] |
| Grudzień    | "Blueming"                                                                                            | IU                            | [ 69 ] |